# Se fossi fuoco arderei Firenze
Se fossi fuoco arderei Firenze è un romanzo scritto da Vanni Santoni e pubblicato nel 2011 dalla casa editrice Laterza nella collana “Contromano”. Il romanzo racconta, articolandosi in una specie di ronda delineata secondo una precisa struttura geometrica, momenti delle vite di ventitré personaggi, per lo più artisti o aspiranti tali, colti nel loro rapporto con Firenze, città di nascita o di adozione, vista come una "città sotterranea e inquieta, teatro di avvincenti commedie umane", nella quale lo spazio urbano diviene specchio e contraltare del movimento interiore di chi si trova ad attraversarlo.